# Pangkalan Bayat
Pangkalan Bayat is een bestuurslaag in het regentschap Musi Banyuasin van de provincie Zuid-Sumatra, Indonesië. Pangkalan Bayat telt 827 inwoners (volkstelling 2010).